# ZSKA 1948 Sofia
Der Futbolen klub „Zentralen sporten klub na armijata 1948“ Sofia (FK ZSKA 1948 Sofia) ist ein bulgarischer Fußballverein aus Sofia.

## Geschichte
Der Verein wurde am 19. Juli 2016 gegründet, nachdem es zu finanziellen Problemen bei ZSKA Sofia kam und kein Konsens über eine Neugründung gefunden werden konnte. Die Mannschaft spielte ab 2018 in der B Grupa. 2020 wurde sie Meister und stieg folglich in die 1. Bulgarische Liga auf.

## Erfolge
- Bulgarische Zweitligameisterschaft: 2019/20

## Europapokalbilanz
| Saison  | Wettbewerb                    | Runde                  | Gegner                 | Gesamt | Hin     | Rück          |
| ------- | ----------------------------- | ---------------------- | ---------------------- | ------ | ------- | ------------- |
| 2023/24 | UEFA Europa Conference League | 2. Qualifikationsrunde | FCSB Bukarest          | 2:4    | 0:1 (H) | 2:3 (A)       |
| 2024/25 | UEFA Conference League        | 2. Qualifikationsrunde | FK Budućnost Podgorica | 2:1    | 1:0 (H) | 1:1 n. V. (A) |
| 2024/25 | UEFA Conference League        | 3. Qualifikationsrunde | Paphos FC              | 2:5    | 2:1 (H) | 0:4 n. V. (A) |

Gesamtbilanz: 6 Spiele, 2 Siege, 1 Unentschieden, 3 Niederlagen, 6:10 Tore (Tordifferenz −4)

## Stadion
Der Verein trug seine Heimspiele zunächst im Wassil-Lewski-Nationalstadion (bulgarisch: Национален стадион „Васил Левски“ / Nazionalen stadion „Wasil Lewski“) in Sofia aus. Das Stadion hat ein Fassungsvermögen von 46.340 Plätzen. Eigentümer und Betreiber der Sportanlage ist das Ministerium für Jugend und Sport.
Seit November 2021 spielt der FK CSKA 1948 in Bistriza, 15 km südlich von Sofia.